# مورمیشی
مورمیشی (به لاتین: Mormyshi) یک منطقهٔ مسکونی در روسیه است که در سرزمین آلتای واقع شده‌است.